# Arrêt Branly

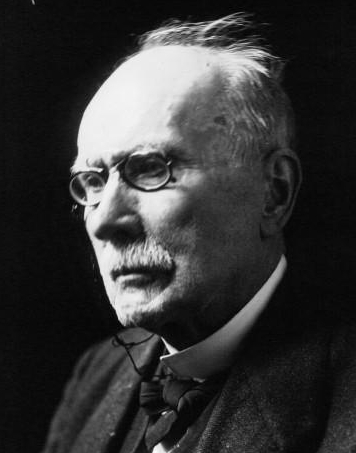
Edouard Branly

L'arrêt Branly est une décision juridique rendue par la première chambre civile de la Cour de cassation le 27 février 1951. Cet arrêt consacre la faute par omission.

## Les faits
En 1939, un historien, M. Turpain, a publié un article sur l'invention du télégraphe sans fil (TSF) dans l'Almanach populaire. Cependant, l'auteur n'avait pas mentionné Édouard Branly. Aussi, les héritiers de ce dernier ont déposé un recours juridique pour réparer le préjudice subit par l'absence du nom de leur aïeul dans l'article.

## La procédure et le problème de droit
Les héritiers de M. Branly invoquaient l'ancien article 1382 du Code civil disposant : « Tout fait quelconque de l'Homme, qui cause à autrui un dommage, oblige celui par la faute duquel il est arrivé à le réparer. » D'après eux, M. Turpain en ne mentionnant pas M. Branly avait commis une faute entraînant un dommage pour la famille Branly. Aussi, M. Turpain était donc responsable de ce dommage et devait indemniser le manque à gagner.
Le tribunal de première instance leur donna raison, estimant que M. Turpain avait manqué à son devoir d'information mais la Cour d'appel de Poitiers infirma ce jugement estimant que le silence de l'auteur ne résultait pas de mauvaise foi et n'était donc pas fautif.
La Cour de cassation devait donc préciser si une omission pouvait constituer une faute susceptible d'engager la responsabilité extracontractuelle de son auteur.

## La solution
La Cour de cassation a considéré que le comportement de M. Turpain n'était pas « prudent, avisé et conscient des devoirs d'objectivité qui lui incombaient ». Aussi a-t-il manqué à ses devoirs en ne mentionnant pas M. Branly dans son article. De plus, la Cour a reconnu que la responsabilité extracontractuelle de l'ancien article 1382 du Code civil pouvait résulter d'un acte négatif tel qu'une omission.
En conséquence, M. Turpain a été reconnu fautif et a donc dû indemniser les héritiers de M. Branly.